# Burgstall Burstel (Stockach)
Der Burgstall Burstel, auch Burstel bei Seelfingen genannt, ist eine abgegangene Höhenburg bei dem Flurnamen „Burstel“ auf dem Heiligenbühl, etwa 800 Meter nordnordöstlich von Seelfingen, einem heutigen Stadtteil von Stockach im baden-württembergischen Landkreis Konstanz in Deutschland.

## Geschichte
Bei dieser Burg des 11. oder 12. Jahrhunderts, über die keine historischen Nachrichten überliefert wurden, handelt es sich vermutlich um den Sitz des vom Jahr 1050 bis in die Mitte des 14. Jahrhunderts genannten Ortsadels von Seelfingen. Das Ende der Burg kam wohl mit dem Aussterben der Adelsfamilie im 14. Jahrhundert.

## Beschreibung
Die Burgstelle liegt auf einer leicht erhöhten Stelle einer Bergrippe. An seiner Ost- und seiner Westseite wurde der Burgstall durch je einen Sohlgraben aus dem Gelände isoliert, der östliche bogenförmige Graben ist elf Meter breit und zum Burghügel drei bis vier Meter tief, nach außen hin noch etwa einen Meter tief. Der westliche Graben ist 14 Meter breit, nach innen sechs Meter und nach außen etwa einen Meter tief.
Der ebene Burghügel hat eine Fläche von etwa 350 Quadratmeter bei einer Länge von 30 Metern und einer Breite von 12 bis 16 Meter. Alle seine Seiten wurden künstlich versteilt. Die einzigen Bebauungsspuren sind eine wallartige Erhöhung an der Ostseite, und eine 2,7 Meter lange, 1,5 Meter breite und 1,3 Meter tiefe Grube am Südwestrand. In dieser Grube befindet sich unter dem Humus angeziegelter Hüttenlehm, der vermutlich von einem Brand stammt.